# Прапор Сахновщини
Пра́пор Сахно́вщини — символ смт Сахновщина Харківської області, затверджений 27 лютого 2001 року рішенням сесії Сахновщинської селищної ради.

## Опис прапора
Прямокутне полотнище із співвідношенням 2:3 складається з трьох горизонтальних смуг синього, жовтого і синього кольорів (2:1:2). У центрі полотнища жовтий соняшник.